# Drama iz starinnoj zjizni
Drama iz starinnoj zjizni (russisk: Драма из старинной жизни) er en sovjetisk spillefilm fra 1971 af Ilja Averbakh.

## Medvirkende
- Jelena Solovej som Ljuba
- Anatolij Jegorov som Arkadij
- Jevgenij Perov som Kamenskij
- Sofja Pavlova som Drosida
- Aleksandr Khlopotov